# Aeroportul Internațional Ministro Victor Konder
Aeroportul Internațional Ministro Victor Konder (IATA: NVT, ICAO: SBNF) este un aeroport din Santa Catarina, Brazilia ce deservește zona Navegantes. Aeroportul a fost tranzitat în 2022 de 1.953.814 pasageri. A fost deschis în 1979.
Situat la o altitudine de 5 m, aeroportul dispune de 1 pistă. Este operat de Infraero⁠(d).

## Infrastructură

### Piste
Aeroportul dispune de o singură pistă. Pista 7/25 are suprafața de asfalt și dimensiunile 1.701 m × 45 m. 